# Districtul Pho Sai
Pho Sai (în thailandeză โพธิ์ไทร) este un district (Amphoe) din provincia Ubon Ratchathani, Thailanda, cu o populație de 42.142 de locuitori și o suprafață de 301,0 km².

## Componență
Districtul este subdivizat în 6 subdistricte (tambon), care sunt subdivizate în 68 de sate (muban).
| Nr. | Nume      | În thailandeză | Sate | Locuitori |  |
| --- | --------- | -------------- | ---- | --------- |  |
| 1.  | Pho Sai   | โพธิ์ไทร         | 16   | 11,027    |  |
| 2.  | Muang Yai | ม่วงใหญ่         | 15   | 5,905     |  |
| 3.  | Samrong   | สำโรง          | 10   | 6,946     |  |
| 4.  | Song Khon | สองคอน         | 9    | 6,109     |  |
| 5.  | Saraphi   | สารภี           | 9    | 6,902     |  |
| 6.  | Lao Ngam  | เหล่างาม        | 9    | 5,253     |  |